# Барановицький залізничний музей
Барановицький залізничний музей (біл. Музей Гісторыі Баранавіцкага аддзялення Беларускай чыгункі) — музей історії залізниці в місті Барановичі, відкритий 14 грудня 1984 року. В залах музею представлені історичні документи, фотоматеріали, макети техніки, картини, залізнична форма та інші експонати, що відображають роботу і побут залізничників.
30 липня 1999 року відкрито відділ «Залізнична техніка» Музею історії Барановицького відділення Білоруської залізниці.

## Історія
Барановичі своїм народженням зобов'язані залізниці, про що свідчить зображення паровоза на гербі міста. У листопаді 1871 року за маршрутом Смоленськ — Берестя відправився перший товарно-пасажирський поїзд. Того ж року відкрита залізнична станція з підприємствами, які обслуговували всю інфраструктуру залізниці. Станція потім дала життя цілому місту, перетворивши його з часом у великий промисловий і залізничний центр.
30 липня 1999 року у невеликому сосновому гаю, в п'яти хвилинах ходьби від станції Барановичі-Поліські, був створений перший, і на той момент єдиний в Білорусі музей залізничної техніки. Музей був створений за ініціативою колишнього начальника Барановицького відділення, а потім начальника Білоруської залізниці Віктора Григоровича Рахманько. Велику роль у здійсненні цієї ідеї зіграв Ілля Никонович Малюгін, який очолював Раду ветеранів Барановицького відділення залізниці. Він став першим науковим співробітником музею і керівником усіх робіт з його створення.

## Експозиції

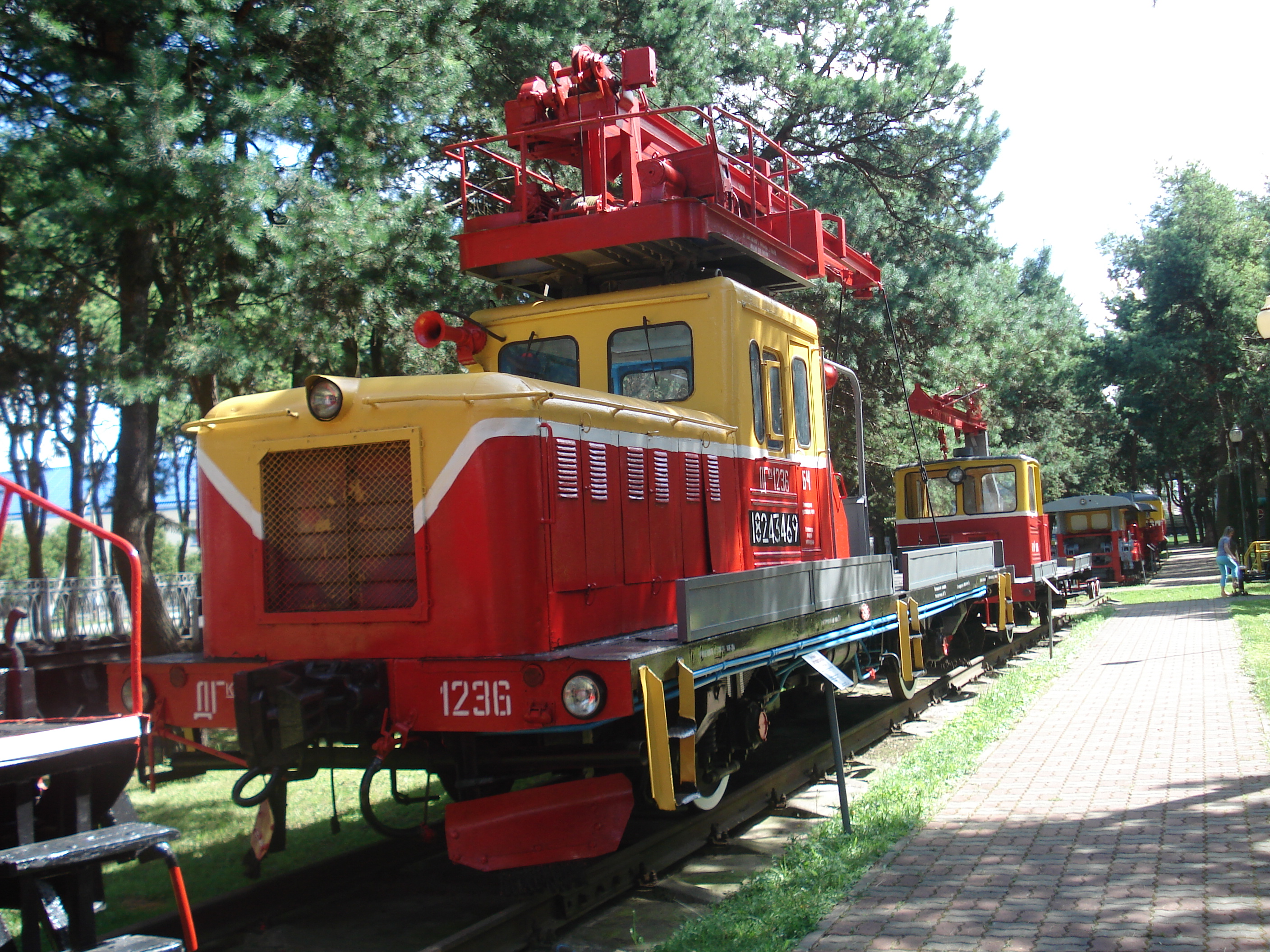
Вантажна автодрезина ДГК^{у} в Барановицькому музеї залізничної техніки

На постаменті біля входу в музей знаходиться макет паровоза серії «В» в половину натурального розміру, що проїхав 28 листопада 1871 року з першим поїздом через Барановичі в Брест. З цього дня почалася історія Білоруської залізниці і міста Барановичі. Біля макета паровоза є схема музею. Жвавий інтерес для екскурсантів всіх категорій становить діючий макет Барановицького залізничного вузла, встановлений в одному з пасажирських вагонів. В експозиційних залах інших вагонів представлені зразки особистих знарядь праці, приладів і механізмів, якими користувалися залізничники. Широко представлена колійна демонтажна техніка, вантажні дрезини ДГК, АГМ, шпалопідбивочна машина ШПМ-02, різні пристрої сигналізації і зв'язку (в тому числі діючий семафор), комплекс пристроїв водопостачання з діючою водозабірною гідравлічною колонкою для заправки паровозів водою. Всі експонати забезпечені табличками з короткою інформацією. Вони зібрані завдяки копіткій роботі людей, які створювали макети і готували оригінали до експозиції. Деякі експонати шукали не тільки по всій республіці, а й далеко за межами країни.
Музей володіє величезною колекцією паровозів (ЕУ, ЕМ, ЕР, ТЕ, 9Пм, серії «У» і «Л») і тепловозів (ТЕЗ, М62, ТЕП60, ТГК2 і ТГМ1). Тут представлені пасажирські і вантажні вагони різних поколінь, вагонні візки, макет посту чергового по переїзду та приміщення чергового станції, діючий семафор, шляхоремонтна техніка, комплекс пристроїв для постачання паровозів водою (гідроколонка, паровий котел, парова водяна помпа).
У 2002 році у відділі відкрита експозиція техніки залізничних військ. Це оригінальні зразки техніки: шлязоукладчик ПБ-3М, виправочно-підбивочна машина ВПМ 600, машини для спорудження мостів на палях, зенітно-кулеметні установки 3ПУ-4, які розміщувалися колись на спеціальних залізничних платформах з броньованими відсіками для розміщення кулеметних стрічок.
16 листопада 2021 року, 
з нагоди 150-річчя відкриття залізничного сполучення Москва — Берестя, барановицькі залізничники піднесли подарунок до ювілею міста — на території експозиції залізничної техніки музея залізниці з'явився новий експонат. Їм став тепловоз серії ТГМ23В. Надійшов він з локомотивного депо станції Лунинець Барановицького відділення Білоруської залізниці.
ТГМ23В — маневровий, односекційний тепловоз, 1988 року виписку. Локомотив був побудований на Муромському тепловозобудівному заводі імені Ф. Е. Дзержинського. Новий експонат до 2004 року належав цукровому заводу і використовувався на виробничих дільницях підприємства. До локомотивного депо Лунинець тепловоз надійшов у 2004 році і експлуатувався під час проведення маневрових робіт на території депо.
Вхід до музею безкоштовний.